# Vasilije Maraš
Vasilije Maraš, slovenski častnik, veteran vojne za Slovenijo, * 30. april 1960, Brežice. 

## Vojaška kariera
- pripadnik Teritorialne obrambe kot mladinec prostovoljec od leta 1978
- Šola za rezervne oficirje pehote, Ljubljana in Vipava 1980–1981
- poveljnik zaščitnega voda Pokrajinskega štaba TO Posavja 1982–1986
- pomočnik za organizacijsko mobilizacijske in kadrovske zadeve PŠTO Posavja 1986–1990
- referent za brigado v 2. PŠTO Dolenjske 1991–1992 ter vojni poveljnik 52. oz. 25. brigade TO Dolenjske
- poveljnik 25. brigade Teritorialne obrambe Dolenjske leta 1991 v času osamosvojitvene vojne
- poveljnik 210. učnega centra Cerklje ob Krki februar 1992–junij 1993
- pomočnik za protioklepni boj in artilerijo v 2. PŠTO julij 1993–junij 1994
- poveljnik Šole za častnike vojnih enot SV julij 1994–september 1996
- načelnik odseka za pehoto na GŠSV september 1996–april 2001
- načelnik oddelka za rodove in službe v CVŠ april 2001–maj 2004
- načelnik sektorja za temeljne vojaške vede in voditeljstvo v CDR/PDRIU maj 2004–julij 2009
- poveljnik Centra za bojno usposabljanje 2009–2012
- načelnik sektorja za vojaške zadeve v Direktoratu za obrambne zadeve 2012–2015
- poveljnik Teritorialnega polka 72. brigade 17. december 2015–15. 7. 2020
- upokojen s 1. 1. 2021
povišan v podpolkovnika (27. oktober 1997)
povišan v polkovnika (13. maj 2005)

## Odlikovanja in priznanja
- zlata medalja generala Maistra z meči (31. januar1992)
- srebrna medalja Slovenske vojske (16. maj 1993)
- bronasta medalja generala Maistra (27. oktober 1997)
- spominski znak Premiki 1991 (23. september 1997)
- spominski znak Obranili domovino 1991